# Моніка Світхарт
Мо́ніка Світха́рт (англ. Monica Sweetheart; нар. 23 квітня 1981 року, Чехословаччина) — чеська порноакторка.

## Кар'єра
Світхарт увійшла до порноіндустрії в 2000 році після досягнення повноліття.
У 2005 році вона була номінована за найкращу сцену групового сексу XRCO Award за фільм Eye of the Beholder.
26 листопада 2006 року Світхарт з'явилась у бельгійському комедійному шоу «Willy's en Marjetten».

## Номінації
- 2004 AVN Award номінація — Female Foreign Performer of the Year[4]
- 2005 AVN Award номінація — Best Group Sex Scene — Video — Eye of the Beholder (з Джессікою Дрейк, Лезлі Зен і Томмі Ганом)[5]